# Paca Tejada
Francisca Cristina Sáenz de Tejada y Ortí (Andújar, 28 de julio de 1896 – Madrid, 18 de octubre de 1974), que utilizó el seudónimo de Gracián Quijano y en menor medida el de El Padre Pareja, fue una escritora y poeta española, que desarrolló una prolífica obra en la década de los 40 y 50. 

## Biografía
Nació en la calle Jaén de Andújar el 28 de julio de 1896, siendo bautizada en al parroquia de San Miguel, en el seno de una familia adinerada. Su madre, Mercedes Ortí y Sánchez, era natural de esa localidad, y su padre, Urbano José Sáenz de Tejada y Herrero, era riojano, pero había llegado a Andújar poco antes atendiendo la llamada de sus tíos, Francisca Herrero e Isidoro Gil de Muro, que no tenían hijos y poseían un cuantioso patrimonio. Francisca Cristina fue la mayor de dos hermanos. Estudió Magisterio en la Escuela Normal de Jaén.
Conocemos con detalle su infancia y adolescencia gracias a sus memorias, La segunda de mis siete vidas (1960), en las que desde una mentalidad infantil habla de los personajes y monumentos de su villa natal.
Su primer libro fue Mujeres (1934) y un año después Meccano, con prólogo de Federico García Sanchiz, que la lanzó literiaramente. Desde Andújar, donde residía, colaboró durante años en el periódico Guadalquivir (1907-1936). Más tarde lo hizo en Blanco y Negro, Ellas y Chicas. Igualmente colaboró en los diarios Jaén, Burgos, Patria (Granada), La Verdad (Murcia), Letras y Encajes de Medellín (Colombia) y España de México. Durante los años 50, sería colaboradora de la revista literaria-femenina Mujeres en la Isla (Canarias). 
A comienzos de 1936 la familia Sáenz de Tejada se trasladó a Madrid, pero el 18 de julio estaban todos sus miembros en San Sebastián donde pasaron toda la Guerra Civil. Fue en San Sebastián, donde empezó a utilizar el seudónimo de El Padre Pareja, con el que luego publicaría en la revista Chicas, la revista de los 17 años.
Regresaron a la capital de España en 1940, año en el que murió el padre. Este había nombrado administrador de sus bienes a su hermano Antonio. En Madrid fue propietaria del Teatro Alcázar, donde desde el conocido como «El Faro» tuvo, además de la oficina, su refugio literario, desde el que participaba en la vida cultural del país. Fue durante esta década de los cuarenta y de los cincuenta en que desarrolló su mayor labor literaria. En 1948 pertenecía al círculo privado Gil Blas, donde predominaban mujeres, y participó también, como residente en Madrid, en las sesiones de la primera temporada de Versos con Faldas (1951). 
Su madre murió en 1954, y a raíz de este hecho comenzaron sus problemas económicos, se sumó además una época de desanimó que la llevó a una decadencia en el área literaria. No obstante, supo reponerse, siguió escribiendo y empezó a modelar el barro. Adelantada a su tiempo, con gran sentido del humor, llegó a escribir en sus tarjetas de visita: «Paca Tejada, ex-joven, ex-feliz, ex-millonaria».
Dirigió la colección Vilanos, ediciones para bibliófilos de obras de poetas españolas contemporáneas, como Oda a la reina de Irán, de Alfonsa de la Torre. En este libro incluyó un manifiesto donde daba cuenta del carácter de la colección.
Desde 1944 fue miembro correspondiente de la Real Academia de Ciencias, Bellas Artes y Nobles Artes de Córdoba y fue consejera del Instituto de Estudios Giennenses.
En su labor de mecenas, apadrinó en Madrid los estudios de Bellas Artes de su paisano Antonio González Orea, que llegó a ser un prestigioso escultor.
Murió en Madrid el 18 de octubre de 1974 y fue enterrada en la Sacramental de San Isidro, junto a sus padres, en el panteón de la familia Llagudo.

## Trayectoria literaria
Sus amistades la conocían como Paca Tejada, y el seudónimo Gracián Quijano, con el que firmó sus obras literarias, quiso ser un homenaje a Gracián y a don Quijote.
Sus primeros escritos fueron versos. En 1926 ya encontramos poemas firmados con su seudónimo. No obstante, pese a contar con buenos padrinos, como Rafael de Valenzuela, y el apoyo familiar, su incidencia en la vida cultural de Andújar sería escasa. En aquella época gustaba de aislarse en el jardín que tenía la familia junto a la carretera nacional IV, al que ella denominaba su «Yuste», con claras aspiraciones místicas y la búsqueda de un compañero de viaje, que no llegó.
Escribió más tarde cuentos de humor, novelas cortas de temas femeninos, pequeños ensayos biográficos, y más poesía: ahora mística. Más tarde tres novelas, poesía de nuevo y ensayos. En los años treinta escribió dos guiones de cine sobre estampas españolas con referencias a Córdoba y Sevilla y novelas, La eterna canción, e insiste en el verso.
Colaboró en distintos periódicos y revistas, primero en Andalucía, Diario de Jaén, El Guadalquivir, Paisaje del Instituto de Estudios Jienenses, y luego en Madrid y en América. Para la revista Chicas, escribió durante los años 50 una serie de 48 capítulos sobre las aventuras de tres niños y un perro: Tres en uno. La serie tuvo gran éxito entre el público juvenil. Colaboró en numerosas ocasiones, bajo su seudónimo, con la revista literaria femenina canaria Mujeres en la Isla. En sus páginas se publicaron diversas reseñas sobre libros de su autoría, así como artículos sobre arte, entre ellos Goya: su tiempo y nuestro tiempo.
En total publicó 35 obras entre poemas, ensayos y novelas y dejó inéditos siete novelas, 2 ensayos biográficos, 5 obras de teatro, 6 guiones de cines y 7 poemarios.
Melchor Fernández Almagro veía en ella una gran sensibilidad, propia del sexo femenino y a propósito de la publicación de El lago de los cisnes ciegos, prosa poética, compara a Gracián Quijano con Alfonsina Storni, calificándola de «frágil y apasionada». Para lograr sus propósitos, la autora fuerza la expresión metafórica para transmitir estados de ánimo que directamente explicados quizás careciesen de interés.
De ella se decía lo siguiente en plena década de los sesenta: «Dueña de una exuberante fantasía y de una gran facilidad, cultivó todos los géneros literarios. Gran parte de su obra está caracterizada por un andalucismo racial y temperamental, y en algunos casos aflora en ella una subterránea vena de orientalismo».

## Obra
- Mujeres, Andújar, Imprenta La Puritana, 1934;
- Meccano, Andújar, La Puritana, 1935;
- La piedra en el lago, Madrid, Héroe, 1940;
- Canta Jondo, San Sebastián, Gráficas Fides, 1945;
- Mujeres hispánicas, Madrid, Ibarra, Ediciones y Publicaciones Españolas, 1945;
- La Insaciable, Madrid, Epesa, 1946;
- Baladas del Alma-Niña, Madrid, J. Romo Arregui, Industrias Gráficas, 1946;
- Canciones de Fijiltsubo y Poemas del Capitán O-Yuka, Madrid, J. Romo Aregui, 1946;
- El Lago de los cisnes ciegos, Madrid, Talleres Gamo, 1948;
- Poemas del puro amor, Madrid, Gráficas Yágüez, 1950;
- Altar de mi muerte, Madrid, Gráficas Carlos Jaime, 1950;
- Alma y paisaje de Iberoamérica con Carolina Toral, Madrid-Buenos Aires, Ediciones Studium de Cultura, 1954;
- La segunda de mis siete vidas, Madrid, Escelicer, 1960;
- Judas, vendedor de Cristo, Madrid, Halar- Studium, 1963;
- Contra viento y marea. Poemas del Sur, Málaga, Gráficas San Andrés, 1967;
- Del penacho a las raíces, San Celoní (Barcelona), Bilbeny, 1972;
- Aurora de Dios, San Celoní, Bilbeny, 1973.

## Homenajes y reconocimientos
- 1996. Antología: (poesía y prosa) de Gracián Quijano, selección de E. Toral y Peñaranda y publicada en Jaén, Instituto de Estudios Giennenses.[1]
- 2008. Exposición celebrada en el Teatro Principal de Andújar, organizada por la Asociación Cultural Enrique Toral y Pilar Soler.[4]
- 2017. Homenaje dentro del Encuentro de Investigadores. Letras del siglo XIX, coordinado por Juan Vicente Córcoles de la Vega y María del Carmen Toro Muñiz.[8][9]
- 2019. Biblioteca Gracián Quijano (Doña Paca) del CEIP Francisco Estepa Llaurens de Andújar.[10]